# 皮氏副高䲁
皮氏副高䲁（學名：Parahypsos piersoni），為輻鰭魚綱鳚形目䲁科副高䲁屬的一種，分布於東太平洋哥斯大黎加至祕魯海域，本魚身體修長，頭部鈍，前額輪廓非常陡峭，鼻孔有2個分支的短捲毛，眼睛上方有1對短而多分枝的觸鬚，頭側頸背與眼睛之間的凹槽，1排頜齒門齒狀，無法活動，無犬齒，鰓孔局限於身體兩側，鰓膜與喉部融合，體淺色，有深色斑點、斑塊和沿背部基部有一連串短而深色的馬鞍狀條紋，臀鰭上方身體有暗斑，前 3個背鰭棘上有一個紅邊黑斑，肛門外半部有暗帶，體長可達3.5公分，棲息在沿海岩石淺水域，雌魚產附著性卵，雄魚有護卵行為，幼魚為浮游性，生活習性不明。